# أم البرك
أم البرك قديماً السّقيا، قرية من قرى محافظة بدر في منطقة المدينة المنورة في السعودية، تقع غرب المدينة المنورة 

## التاريخ
أم البرك (السقيا)، كانت سابقا محطة قوافل، تبعد عن مكة سبع مراحل وعن المدينة ثلاث مراحل. وكانت قرية عامرة في العصور المتقدمة حتى أن الجغرافيين كانوا يحددون بها ويضيفون إليها ما حولها وكان اسمها (السقيا) فسميت أم البرك لكثرة ما أنشئ فيها من السقايات.